# マルツァーノ・アッピオ
マルツァーノ・アッピオ（伊: Marzano Appio）は、イタリア共和国カンパニア州カゼルタ県にある、人口約2,000人の基礎自治体（コムーネ）。

## 地理

### 位置・広がり

#### 隣接コムーネ
隣接するコムーネは以下の通り。
- カイアネッロ
- コンカ・デッラ・カンパーニア
- プレゼンツァーノ
- ロッカモンフィーナ
- トーラ・エ・ピッチッリ
- ヴァイラーノ・パテノーラ

### 気候分類・地震分類
マルツァーノ・アッピオにおけるイタリアの気候分類 (it) および度日は、zona D, 1685 GGである。
また、イタリアの地震リスク階級 (it) では、zona 2 (sismicità media) に分類される。

## 行政

### 分離集落
マルツァーノ・アッピオには、以下の分離集落（フラツィオーネ）がある。
- Ameglio, Campagnola, Capometa, Carangi, Cardoni, Civitella, Macini, San Lorenzo, Sarcioni, Terracorpo, Torello, Tuorocasale, Tuorofunaro, Vallecupa